# ESPN2
ESPN2 est la seconde chaîne du réseau américain ESPN. Elle est diffusée sur des réseaux câblés et satellites et en 2005 elle était regardée par plus 89 millions de foyers américains. Près de neuf souscripteurs d'ESPN sur dix ont aussi souscrit à ESPN2. La chaîne possède la croissance la plus rapide dans l'histoire des réseaux câblés.
Comme le reste du réseau ESPN, ESPN2 appartient à 80 % à la Walt Disney Company et à 20 % à Hearst Corporation.

## Historique
ESPN2 fut lancée le 1er octobre 1993 comme une seconde chaîne pour ESPN, pour les sports alternatifs. Surnommé pour cela la "deuce", ESPN2 était vendue comme un réseau télévisé pour une génération plus jeune avec des sports plus extrêmes tels le moto-cross, le snowboard ou le BMX.

### Un réseau alternatif

Logo de 1993 à 2000.

Les fans de ces sports sont habitués à des graphismes beaucoup plus vifs et bruts. Ainsi le logo original d'ESPN2 contenait des lettres aux polices toutes différentes mais une comme la chaîne ESPN. Cela posa quelques problèmes avec les annonceurs.
La première véritable émission d'ESPN2 fut SportsNight, un journal sportif hybride. La chaîne a permis à de nombreux animateurs et commentateurs de faire leurs armes avant de rejoindre ESPN. De plus la chaîne permit de faire plusieurs expériences de diffusion ou d'émission.
En juin 1994, la chaîne est partenaire des premiers First Extreme Games qui seront renommés l'année suivante en X Games.
Le 18 septembre 1994, lors de la retransmission du CART sur le circuit Nazareth 200 toutes les images provenaient de caméras embarquées : ce fut le premier full on-board simulcast. Les émissions de la chaîne sont principalement des blocs d'une ou d'une demi-heure.
Dès 1996, la chaîne ESPN2 met en place une barre d'informations défilante permanente au bas de l'écran, alors que sa grande sœur ESPN ne le faisait que deux fois par heure. De même la chaîne utilisait très régulièrement des affichages numériques de scores eux aussi permanents dans le haut de l'écran. C'est cette année-là que Disney pris de contrôle d'ABC et donc de 80 % d'ESPN.
En 1996, ESPN2 est lancée en Amérique Latine sous le nom d'ESPN Dos et accroît l'offre d'ESPN Latin America.

### Une refonte du concept
Malgré de nombreux efforts pour satisfaire la génération appelée depuis génération MTV, la chaîne ne parvint pas à intéresser ces jeunes peu enclins au sport. Les fans de sports lui préféraient ESPN car l'aspect de la chaîne ne leur ressemblait pas et certains bouquets numériques refusaient d'inclure la chaîne dans leurs offres. La chaîne plafonne à 10 millions de souscripteurs.
En 2000, Disney aide ESPN à refondre la programmation d'ESPN2. Ils reprirent le principe d'ESPN mais en essayant de présenter plus seulement les sports extrêmes mais aussi les sports peu diffusés comme le poker, le billard, des compétitions de bûcherons et un peu de sports extrêmes.
Pour l'occasion, le logo de la chaîne reprit celui d'ESPN et lui adjoint un "2". Les couleurs de "ESPN" et du "2" étant inversées ; soit lui en rouge et l'autre noir ou vice versa.
La nouvelle mouture fut lancée le 3 avril 2000 et en 80 mois la chaîne atteignit la barre des 70 millions de souscripteurs. C'est la croissance la plus rapide dans l'histoire des réseaux câblés battant d'une année le précédent record.
Avec son succès, la chaîne proposa des sports plus fédérateurs comme son aînée.

### Une nouvelle maturité
Le 6 janvier 2005, une déclinaison en haute définition baptisée ESPN2 HD est lancée sur DirecTV. Typiquement seules les émissions produites au quartier général d'ESPN à Bristol (Connecticut) et de nombreuses événements ponctuels enregistrés au format adéquat sont diffusés en haute définition. Les autres émissions enregistrés dans les autres studios de la chaîne sont au format courant et en 4:3.
En 2006 elle diffuse la plupart des matchs du championnats du monde de basket-ball, certains matchs du Championnat NCAA de basket-ball et les tournois du Grand Chelem de tennis (Coupe Davis, tournoi de Roland Garros et Tournoi de Wimbledon). Le 4 août 2006 ESPN obtient pour 8 ans les droits de diffusions sur ESPN2 des 29 matchs annuels de la Major League Soccer, jusqu'en 2014.
Le 6 juillet 2009, ESPN lance un talk-show nommé SportsNation basé sur le forum de fans homonyme du site ESPN.com. Initialement diffusé sur ESPN2, il est aussi retransmis sur ESPN America et ESPNews. En 2011, une version espagnole nommée Nación ESPN est lancée sur ESPN Deportes.
Le 3 janvier 2011, les organisateurs de l'American Le Mans Series annoncent que la course prévue en avril 2011 à Long Beach sera retransmise en direct sur ESPN2 et les qualifications sur ESPN3.
Le 26 janvier 2018, ESPN2 et Disney XD annoncent diffuser plusieurs phases des tournois de sport électronique de Madden NFL 18,. Le 11 juillet 2018, Disney et Blizzard annoncent que l'Overwatch League va être diffusée sur Disney XD, les chaînes ESPN (ESPN, ESPN2, ESPN3 et ESPNews; et la finale sur ABC.